# فيدرينو (بورجاتيجا)
فيدرينو (بالروسية: Выдрино) هي مدينة في جمهورية بورياتيا في روسيا.